# Evangelische Kirche (Wolfterode)

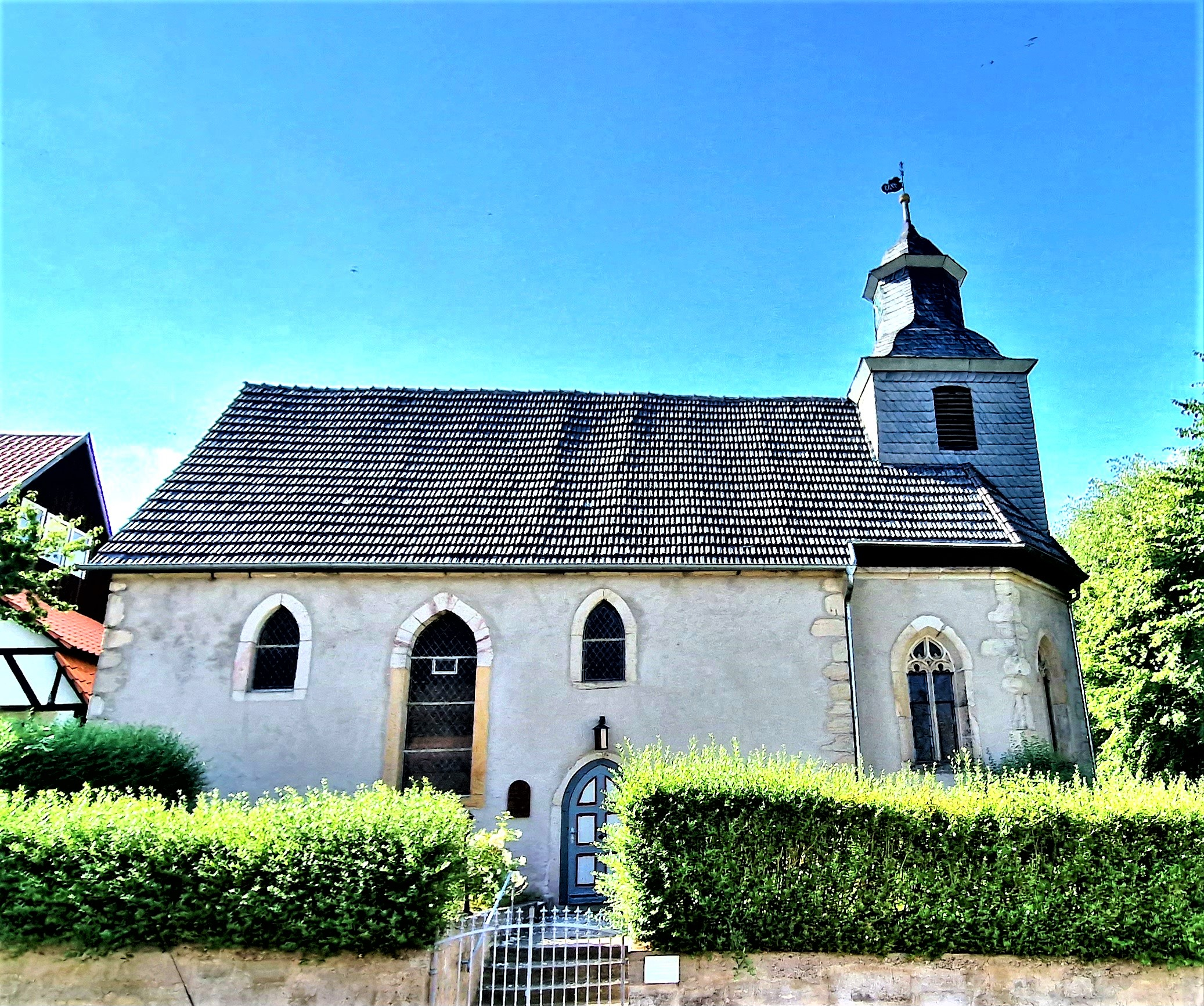
Evangelische Pfarrkirche in Wolfterode

Die Evangelische Kirche Wolfterode ist ein denkmalgeschütztes Kirchengebäude, das in Wolfterode steht, einem Ortsteil der Gemeinde Meißner im Werra-Meißner-Kreis in Hessen. Die Kirchengemeinde gehört zum Kirchspiel Frankershausen im Kirchenkreis Werra-Meißner im Sprengel Kassel der Evangelischen Kirche von Kurhessen-Waldeck.

## Beschreibung
Die Saalkirche mit einem Kirchenschiff und einem Chor, dessen dreiseitiger Abschluss Maßwerkfenster aufweist, wurde 1515 gebaut. Im 17. Jahrhundert wurde das Kirchenschiff verbreitert. Aus dem Dach des Chors erhebt sich ein quadratischer Dachreiter, der mit einer glockenförmigen Haube bedeckt ist, die von einer achtseitigen Laterne bekrönt wird. Der Chor wird von einem Sterngewölbe auf Konsolen überspannt. Die spätgotische Bemalung wurde 1962 freigelegt und restauriert. Das Taufbecken stammt aus der 2. Hälfte des 15. Jahrhunderts. Die Orgel wurde 1825 gebaut.